# Граф де Амаранте
Граф де Амаранте — испанский дворянский титул. Он был создан в 1648 году королем Испании Филиппом IV для Хуана Лопеса де Лемоса (?-1653), сеньора де Амаранте.

## Список графов де Амаранте
1. 1648—1653: Хуан Лопес де Лемос (? — 1653), сын Алонсо Лопеса де Лемоса, сеньора де Амаранте, Феррейра и Собер (? — 1642), и Хуаны Сармьенто де Акуньи (1591—1652)
2. 1653—1661: Педро Лопес де Лемос (ок. 1623—1661), младший брат предыдущего
3. 1661—1712: Гарсия Осорес и Лемос (1644—1712), сын Фернандо Осореса де Сотомайора (? — 1667), сеньора де Теанес, и Констанции де Лемос (? — 1661)
4. 1712—1713: Хуана Осорес де Лемос (1645—1713), младшая сестра предыдущего
5. 1713—1718: Педро Ариас Осорес (? — 1718), сын предыдущей и Санчо Ариаса Конде де Табоада и Ульоа, сеньора де Сан-Мигель-дас-Пенас-и-ла-Мота (? — 1677)
6. 1718—1737: Констанца Ариас Осорес Лемос и Ульоа (1669—1737), дочь Хуаны Осорес де Лемос, 4-й графини де Амаранте, и Санчо Ариаса Конде де Табоада и Ульоа, сеньора де Сан-Мигель-дас-Пенас-и-ла-Мота
7. 1737—1752: Фернандо Гайосо Ариас Осорес (? — 1752), сын предыдущей и Андреса де Гайосо Нейры Ариаса де Сотомайора, 6-го сеньора де Ока (?-1733).
8. 1752—1765: Франсиско Хавьер Ариас Осорес (ок. 1735—1765), сын предыдущего и Марии Хосефы де лос Кобос Боланьо де Рибаденейр, 3-й маркизы де Пуэбла-де-Парга (1696—1767)
9. 1765—1803: Доминго Гайосо де лос Кобос (1735—1803), 11-й маркиз де Камараса, брат предыдущего.
10. 1803—1849: Хоакин Мария Гайосо де лос Кобос и Бермудес де Кастро (1778—1849), 12-й маркиз де Камараса. Старший сын предыдущего и Анны Гертрудис Бермудес де Кастро и Табоада (1742—1799)
11. 1849—1860: Франсиско де Борха Гайосо Тельес-Хирон де лос Кобос Луна и Мендоса (1805—1860), 13-й маркиз де Камараса. Старший сын предыдущего и Хосефы Мануэлы Тельес-Хирон и Альфонсо Пиментель, маркизы де Маргуини (1783—1817)
12. 1860—1871: Хакобо Гайосо де лос Кобос и Тельес-Хирон (1816—1871), 14-й маркиз де Камараса, младший брат предыдущего.
13. 1871—1908: Мария Хосефа Гайосо де лос Кобос и Севилья (1855—1908), младшая дочь предыдущего и Анны Марии де Севилья и Вильянуэва (? — 1861)
14. 1908—1948: Игнасио Фернандес де Энестроса и Гайосо де лос Кобос (1880—1948), 16-й маркиз де Камараса. Сын Игнасио Фернандеса де Энестросы и Ортиса де Мионьо, 8-го графа де Мориана-дель-Рио (1851—1934), и Франсиски де Борха Гайосо де лос Кобос и Севилья, 15-й маркизы де Камараса (1854—1926), внук по материнской линии Хакобо Гайосо де лос Кобоса и Севильи, 14-го маркиза де Камараса и 12-го графа де Амаранте.
15. 1957—2013: Виктория Евгения Фернандес де Кордова и Фернандес де Энестроса (1917—2013), 18-я герцогиня де Мединасели. Старшая дочь Луиса Хесуса Фернандеса де Кордовы и Салаберта (1880—1956), 17-го герцога де Мединасели, и Анны Марии Фернандес де Энестроса и Гайосо де лос Кобос (1879—1938), племянница предыдущего.
16. 2018 — н.в.: Виктория Елизавета де Гогенлоэ-Лангенбург и Шмидт-Полекс (род. 1997), 20-я герцогиня де Мединасели, единственная дочь принца Марко Гогенлоэ-Лангенбурга, 19-го герцога де Мединасели (1962—2016), и Сандры Шмидт-Полекс (род. 1968), внучка принца Макса фон Гогенлоэ-Лангенбурга (1931—1994), и Анны Луизы де Медина и Фернандес де Кордовы, 13-й маркизы де Наваэрмоса и 9-й графини де Офалия (1940—2012), единственной дочери Виктории Евгении Фернандес де Кордовы, 18-й герцогини де Мединасели (1917—2013).